# Onet-le-Château
Onet-le-Château – miejscowość i gmina we Francji, w regionie Oksytania, w departamencie Aveyron. W 2013 roku jej populacja wynosiła 12 147 mieszkańców. Przez gminę przepływa rzeka Aveyron. 